# Naya palpalis
Naya palpalis is een insect uit de familie van de mierenleeuwen (Myrmeleontidae), die tot de orde netvleugeligen (Neuroptera) behoort. 
Naya palpalis is voor het eerst wetenschappelijk beschreven door Klapálek in 1914.